# Будницкое сельское поселение
Будницкое сельское поселение — бывшее муниципальное образование в составе Велижского района Смоленской области России. Административный центр — деревня Будница. На территории поселения находилось 30 населённых пунктов.
Образовано 2 декабря 2004 года. Упразднено 20 декабря 2018 года, территория и населённые пункты переданы в Крутовское сельское поселение.
Главой поселения и Главой администрации являлась Чебунина Лариса Геннадьевна
| 2011 | 2012 | 2013 | 2014 | 2015 | 2016 | 2017 |
| ---- | ---- | ---- | ---- | ---- | ---- | ---- |
| 456  | ↘434 | ↘401 | ↗417 | ↘379 | ↘373 | ↘325 |
| 2018 | 2019 |      |      |      |      |      |
| ↘306 | ↘295 |      |      |      |      |      |

## Географические данные
- Общая площадь: 150 км²
- Расположение: северо-западная часть Велижского района
- Граничило:
  - на севере — с Псковской областью
  - на востоке — с Велижским городским поселением
  - на юге — с Беляевским сельским поселением
  - на западе — с Беларусью
- Крупные реки: Западная Двина.
- По территории поселения проходит автомобильная дорога Р133 Смоленск — Невель.

## Экономика
Сельхозпредприятия, школа, магазины.

## Состав
В состав поселения входили следующие населённые пункты:
- Деревня Будница — административный центр
- Белогузово, деревня
- Бобуры, деревня
- Болошки, деревня
- Верховье, деревня
- Верхнее Красное, деревня
- Верхнее Ольгово, деревня
- Верхнее Шерьково, деревня
- Городец, деревня
- Дрозды, деревня
- Дудино, деревня
- Замошье, деревня
- Исаченки, деревня
- Кашено, деревня
- Козье, деревня
- Краслевичи, деревня
- Мамуты, деревня
- Марейница, деревня
- Михайленки, деревня
- Нижнее Красное, деревня
- Нижнее Ольгово, деревня
- Нижнее Шерьково, деревня
- Орляки, деревня
- Панфилово, деревня
- Пушка, деревня
- Синяки, деревня
- Сухие Ляды, деревня
- Тарасенки, деревня
- Холмы, деревня
- Шумилово, деревня